# Ziba edithrexae
Ziba edithrexae is een slakkensoort uit de familie van de Mitridae. De wetenschappelijke naam van de soort is voor het eerst geldig gepubliceerd in 1976 door Sphon.